# دلت را بگشای
«دلت را بگشای» (به انگلیسی: Open Your Heart) تک‌آهنگی از هنرمند اهل ایالات متحده آمریکا مدونا است که در سال ۱۹۸۶ میلادی منتشر شد. این تک‌آهنگ در آلبوم آبی واقعی (آلبوم مدونا) قرار داشت.